# Paw Paw (Michigan)
Paw Paw – wieś w Stanach Zjednoczonych, w stanie Michigan, w hrabstwie Van Buren.